# Povpraševanje
Povpraševanje je količina dobrine, ki so jo potrošniki pripravljeni in zmožni kupiti po različni cenah v določenem času. Odnos med ceno in povpraševano količino se imenuje tudi krivulja povpraševanja. Povpraševanje po določenem izdelku je funkcija zaznane nujnosti izdelka, cene, zaznane kakovosti, udobja, alternativ, ki so na voljo, kupčevega razpoložljivega dohodka, okusov in mnogo drugih spremenljivk.
Na potrošnikovo pripravljenost kupiti dobrino vplivajo nešteti dejavniki. Nekaj najpogostejših je:
Cena blaga: osnovni odnos povpraševanja je med potencialnimi cenami dobrine in količinami, ki bi bile kupljene pri teh cenah. Na splošno je odnos negativen, kar pomeni, da bi povečanje v ceni povzročilo zmanjšanje v povpraševani količini.
Cena povezanih dobrin: osnovne povezane dobrine so komplementi in substituti. Komplement je dobrina, ki je uporabljena s primarno dobrino, na primer avtomobili in gorivo. Če se cena komplementa poveča, se povpraševana količina druge dobrine zmanjša.
Osebni razpoložljivi dohodek: več razpoložljivega dohodka kot oseba ima, več bo običajno kupila.